# Phương diện quân Dự bị
Phương diện quân Dự bị (tiếng Nga: Резервный фронт) là một tổ chức tác chiến chiến lược của Hồng quân Liên Xô trong Thế chiến thứ hai, tác chiến phòng thủ trên hướng Tây Moskva trong giai đoạn đầu chiến tranh.

## Lịch sử

### Thành lập lần thứ nhất
Phương diện quân Dự bị thành lập ngày 30 tháng 7 năm 1941 theo chỉ lệnh số 003334 của Bộ tổng tư lệnh tối cao (Stavka) ra ngày ngày 14 tháng 7 về việc tổ chức lại Mặt trận Các tập đoàn quân dự bị đang triển khai trên tuyến phòng thủ Rzhev-Vyazma. Biên chế phương diện quân gồm các tập đoàn quân 	24, 28, 29, 30, 31, 32.
Sau đó bổ sung thêm các tập đoàn quân 43, 49, các sư đoàn tăng cường ở Rzhev-Vyazemsky và Spas-Demyansk. Tháng 8-9 năm 1941, các đơn vị của phương diện quân đã loại bỏ chỗ lồi Elninskaya.
Ngày 2 tháng 10 năm 1941, các đơn vị xung kích Đức thuộc Cụm Tập đoàn quân Trung tâm tấn công trên hướng Moskva chống lại lực lượng của phương diện quân (tiếp theo Chiến dịch Typhoon, tiến hành ở hướng Phương diện quân Bryansk hai ngày trước đó, ngày 30 tháng 9). Tuyến phòng thủ của Liên Xô, trước sức mạnh của quân Đức, đã bị phá vỡ đến mức gần như tan rã. Hầu hết lực lượng của phương diện quân Dự bị thiệt hại nặng nề, bị bao vây "cái túi Vyazma".
Ngày 10 tháng 10 năm 1941, theo quyến định của Đại bản doanh, phương diện quân Dự bị bị giải thể. Các đơn vị còn lại của phương diện quân thoát được vây, đã rút lui theo hướng Rzhev, Medyn và Kaluga được sáp nhập vào Phương diện quân Tây dưới sự chỉ huy của Zhukov.

### Thành lập lần thứ hai
Phương diện quân Dự bị được tái thành lập vào ngày 12 tháng 3 năm 1943 dựa trên chỉ lệnh số số 30071 của STAVKA ra ngày 11 tháng 3 năm 1943. Biên chế phương diện quân thanh lập trên cơ sở Phương diện quân Bryansk cũ, gồm tập đoàn quân dự bị thứ 2, các tập đoàn quân 24 và 66, và ba quân đoàn xe tăng: Cận vệ 4, 10 và 3.
Tuy nhiên, đến ngày 23 tháng 3 năm 1943, theo chỉ lệnh số 30077 của STAVKA ra ngày 19 tháng 3 năm 1943, phương diện quân Dự bị đổi tên thành Phương diện quân Kursk.

### Thành lập lần thứ ba
Ngày 6 tháng 4 năm 1943, Phương diện quân Dự bị lại được tái thành lập theo chỉ thị số 46100 của Bộ Tổng tư lệnh tối cao. Biên chế phương diện quân chủ yếu hình thành từ các đơn vị dự bị trên hướng Voronezh-Kursk, gồm tập đoàn quân dự bị số 2, các tập đoàn quân 24, 46, 47, 53 và 66, tập đoàn quân xe tăng Cận vệ số 5, 6 quân đoàn xe tăng (Cận vệ 1, Cận vệ 2, Cận vệ 4, 3, 8 và 10) và 2 quân đoàn cơ giới (1 và 5).
Ngày 15 tháng 4 năm 1943, theo chỉ thị số 46101 ngày 13 tháng 4 năm 1943 của Đại bản doanh, phương diện quân được chuyển thành Quân khu Thảo nguyên (không lâu sau thì đổi thành Phương diện quân Thảo nguyên).

## Lãnh đạo phương diện quân

### Tư lệnh
| STT | Ảnh | Họ tên        | Thời gian sống | Thời gian tại nhiệm            | Cấp bậc tại nhiệm          | Ghi chú                                                                               |
| --- | --- | ------------- | -------------- | ------------------------------ | -------------------------- | ------------------------------------------------------------------------------------- |
| 1   |     | G.K. Zhukov   | 1896–1974      | tháng 7, 1941 – tháng 9, 1941  | Đại tướng (1940)           | Nguyên soái Liên Xô (1943), Bộ trưởng Bộ Quốc phòng                                   |
| 2   |     | S.M. Budyonny | 1883–1973      | tháng 9, 1941 – tháng 10, 1941 | Nguyên soái Liên Xô (1935) |                                                                                       |
|     |     |               |                |                                |                            |                                                                                       |
| 3   |     | M.A. Reyter   | 1886–1950      | tháng 3, 1943                  | Thượng tướng (1943)        |                                                                                       |
|     |     |               |                |                                |                            |                                                                                       |
| 4   |     | M.M. Popov    | 1902–1969      | tháng 4, 1943                  | Trung tướng (1940)         | Đại tướng (1943). Bị giáng cấp Thượng tướng năm 1944, thăng Đại tướng lần 2 năm 1953. |

### Ủy viên Hội đồng quân sự
| STT | Ảnh                                     | Họ tên        | Thời gian sống | Thời gian tại nhiệm            | Cấp bậc tại nhiệm                     | Ghi chú                      |
| --- | --------------------------------------- | ------------- | -------------- | ------------------------------ | ------------------------------------- | ---------------------------- |
| 1   | Tập tin:Sergei Kruglov (politician).jpg | S.N. Kruglov  | 1907–1977      | tháng 7, 1941 – tháng 10, 1941 | Ủy viên An ninh nhà nước bậc 3 (1939) | Thượng tướng An ninh (1945). |
|     |                                         |               |                |                                |                                       |                              |
| 2   |                                         | I.Z. Susaykov | 1903–1962      | tháng 3, 1943                  | Trung tướng xe tăng (1943)            | Thượng tướng xe tăng (1944). |
|     |                                         |               |                |                                |                                       |                              |
| 3   |                                         | L.Z. Mekhlis  | 1889–1953      | tháng 4, 1943                  | Trung tướng (1942)                    | Thượng tướng (1944).         |

### Tham mưu trưởng
| STT | Ảnh                              | Họ tên        | Thời gian sống | Thời gian tại nhiệm            | Cấp bậc tại nhiệm  | Ghi chú                                                  |
| --- | -------------------------------- | ------------- | -------------- | ------------------------------ | ------------------ | -------------------------------------------------------- |
| 1   | Tập tin:Ляпин, Пётр Иванович.jpg | P.I. Lyapin   | 1894–1954      | tháng 7, 1941 – tháng 8, 1941  | Thiếu tướng (1940) | Trung tướng (1944)                                       |
| 2   |                                  | A.F. Anisov   | 1899–1942      | tháng 8, 1941 – tháng 10, 1941 | Thiếu tướng (1940) | Tự sát ngày 25 tháng 5 năm 1942.                         |
|     |                                  |               |                |                                |                    |                                                          |
| 3   |                                  | L.M. Sandalov | 1900–1987      | tháng 3, 1943                  | Trung tướng (1943) | Thượng tướng (1944)                                      |
|     |                                  |               |                |                                |                    |                                                          |
| 4   |                                  | M.V. Zakharov | 1898–1972      | tháng 4, 1943                  | Trung tướng (1942) | Nguyên soái Liên Xô (1959). Tổng Thanh tra Bộ Quốc phòng |

## Các chiến dịch lớn đã tham gia

### Các chiến dịch chiến lược
- Chiến dịch phòng thủ chiến lược Moskva 1941
- Trận Smolensk 1941

### Các chiến dịch của phương diện quân
- Chiến dịch phòng thủ Vyazemskaya 1941
- Chiến dịch tấn công Elninskaya 1941
- Chiến dịch phòng thủ Smolensk 1941

## Thành phần biên chế

### 1 tháng 10 năm 1941
- Tập đoàn quân 24
- Tập đoàn quân 31
- Tập đoàn quân 32
- Tập đoàn quân 33
- Tập đoàn quân 43
- Tập đoàn quân 49